# G.D. Birla

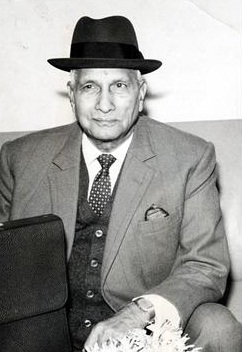
G.D. Birla

G.D. Birla (fullst. Shri Ghanshyam Das Birla), född 10 april 1894 som en marwari i Pilani, nuv. Rajasthan, död 11 juni 1983, var en indisk affärsman och politiker. Han var ekonomisk-politisk rådgivare till Mahatma Gandhi. 
Birlas företagsimperium, som började med ett företag i jutebranschen i Calcutta, existerar fortfarande.